# Fairytales
Fairytales är ett album av Alexander Rybak. Det släpptes 3 juni 2009. Albumet debuterade på plats nummer 1 i Norge och Ryssland första veckan.

## Låtlista
1. Roll With the Wind (Mårten Eriksson, Lina Eriksson)
2. Fairytale (Alexander Rybak)
3. Dolphin (Rybak)
4. Kiss and Tell (Rybak, Kim Bergseth, Piotr Andrej)
5. Funny Little World (Rybak)
6. If You Were Gone (Vårsøg) (Henning Sommerro, Rybak)
7. Abandoned (Rybak, Kirill Moltchanov, Andrej)
8. 13 Horses (Rybak)
9. Song from a Secret Garden (Rolf Løvland)

## Bonusspår
1. 500 Miles (The Proclaimers)
2. Vocalise (Sergej Rachmaninov)